# Lamprosema pantheralis
Lamprosema pantheralis là một loài bướm đêm trong họ Crambidae.